# Sharpie
El 12 m2 Sharpie va ser dissenyat dins 1931 pel Kröger Germans en Warnemünde, Alemanya. El cim de la classe era en el 1956 Melbourne Olimpíades. Fins avui, el disseny original ha estat conservat, i la classe és navegada competitivament en el Regne Unit, Holanda, Alemanya, i Portugal.
Els Campionats europeus són rotated entre aquests quatre països cada any.
El terme 12m2 ('Dotze Metres Quadrats') evoluciona a partir de l'àrea vèlica original, tanmateix en els sharpies actuals a causa dels moderns dissenys de vela, la superfície vèlica ha assolit a al voltant setze metres quadrats.

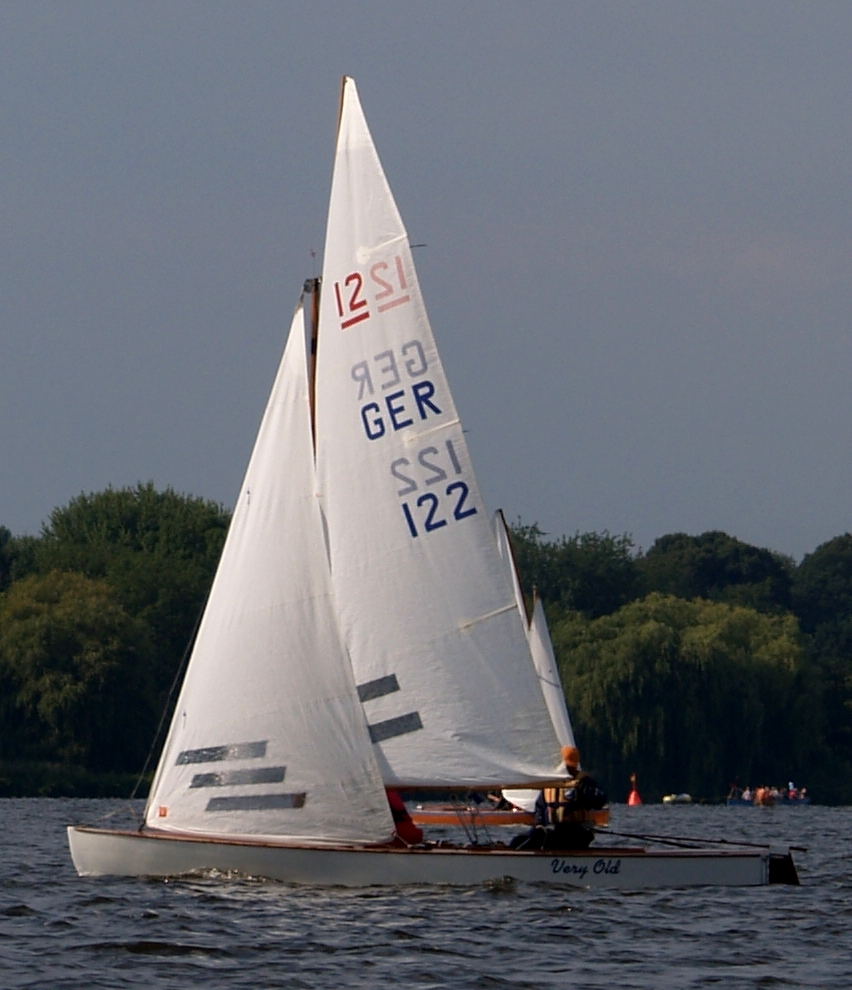
Sharpie

Campions australians passats per tenir passat a través de les posicions inclouen Senyor James Hardy, John Cuneo, Rolly Tasker i John Bertrand. Rolly Tasker Va guanyar primera medalla de navegació d'Austràlia a les 1956 Olimpíades en Melbourne quan ell i John Scott van guanyar una medalla de plata en el seu 12 m2 Sharpie.
El 12 m2 Sharpie és un de les classes de Verema per la 2018 Verema Yachting Jocs.
Hi ha encara un número petit d'original sharpies dins Austràlia i Brasil, encara que no han estat navegats competitivament en nivell Internacional des del 1960s. Dins Austràlia, l'original 'heavyweight' Sharpie ara ha evolucionat al lleuger australià Sharpie.
Quan corrent en una flota mixta, el 12 m2 Sharpie té un Portsmouth número de 1026.

## Esdeveniments

### Jocs Olímpics
| Jocs           | Or                                   | Plata                             | Bronze                                   |
| -------------- | ------------------------------------ | --------------------------------- | ---------------------------------------- |
| 1956 Melbourne | Nova Zelanda Peter Mander Jack Cropp | Austràlia Rolly TaskerJo hn Scott | Regne Unit Jasper Blackall Terence Smith |